# 大草村 (愛知県)
大草村（おおくさむら）は、愛知県東春日井郡にあった村。

## 歴史
- 1889年（明治22年）10月1日 - 町村制の施行により、東春日井郡大草村が単独で村制を施行して発足。
- 1906年（明治39年）7月16日 - 池林村、大野村、陶村と合併し篠岡村を新設して消滅。

## 村長
- 波多野喜右衛門